# Ontologija (informatika)
V informatiki so ontologije formalna predstavitev množice konceptov z nekega področja in razmerij med njimi. Tako rekoč ontologije združujejo zbirko objektov in pravil, ki so sestavljene tako, da se lahko združujejo. Pomembno je vedeti, da objekti niso zgolj besede, temveč koncepti. Ontologije tako predstavljajo koncepte oziroma predstave in ne le besede. Izvirajo iz veje filozofije, imenovane metafizika. Uporabljane so na različne načine in na različnih področjih. Poznamo več vrst ontologij, ene izmed njih so ontologije, ki se uporabljajo v informacijski tehnologijah. Uporabljajo pa se tudi pri umetnih inteligencah, semantičnih omrežjih, biomedicinski informatiki, informacijski arhitekturi itd. Ontologije uporabljamo za predstavitev človeškega znanja in sklepanje.
Ontologije vsebujejo:
- Objekte, razrede, atribute in relacije
- Omejitve, pravila in aksiome
Poznamo tudi ontologije za posebna področja, oz. vrhnje ontologije. Za pisanje ontologij potrebujemo posebna orodja in jezike.